# Margarita Sanz
Margarita Sanz (ur. 20 lutego 1954) – meksykańska aktorka filmowa i telewizyjna.

## Wybrana filmografia
- 2002: Frida jako Natalie Trocki

## Nagrody

### Premios TVyNovelas
| Rok  | Kategoria              | Telenowela       | Wynik   |
| ---- | ---------------------- | ---------------- | ------- |
| 1989 | Najlepsza antagonistka | Amor en silencio | Wygrana |